# 赵宗鼐
赵宗鼐（1928年4月4日—），北京人。中华人民共和国政治人物。
早年加入民主青年同盟，1951年毕业于清华大学化工系。后供职于玉门石油管理局采油厂等。1972年，任玉门石油管理局总工程师。1981年，任中国海洋石油总公司副总经理。1982年，任中华人民共和国石油工业部副部长。1986年，任中共中央直属机关委员会常务副书记。1988年，任中共中央组织部副部长兼任人事部副部部长。1999年7月离休。
中共第十二届中央候补委员，第十三届中央委员，第十四届中央纪律检查委员会委员。